# Cubillo del César
Cubillo del César es una entidad local menor española del municipio de Los Ausines, perteneciente a la provincia de Burgos, en la comunidad autónoma de Castilla y León.

## Geografía
Se encuentra a unos 33,9 km de la capital de Burgos y a 14,2 km de su municipio, Los Ausines. Se llega desde Burgos a través de la carretera N-234 (Burgos-Sagunto) con a continuación de una desviación a la izquierda a partir de Cuevas de San Clemente seguido de 3,7 km más.
Pertenece geográficamente a la comarca del Arlanza pero políticamente al Alfoz de Burgos al ser una pedanía de Los Ausines. También pertenece al Partido judicial de Burgos y al arciprestazgo San Juan de Ortega. Se encuentra a 1057 m sobre el nivel del mar.

## Historia
Antiguamente se le conocía por Cobiel de la Cesa o Cubiel de la Cesa tal como datan algunos textos recogidos, como el Becerro de las Behetrías (siglo XIV). Pero incluso hoy día, los pueblos cercanos a Cubillo del César, le denominan de forma coloquial La Cesa.
A mediados del siglo XIX, el lugar, por entonces con ayuntamiento propio, tenía contabilizada una población de 52 habitantes. Aparece descrito en el séptimo volumen del Diccionario geográfico-estadístico-histórico de España y sus posesiones de Ultramar de Pascual Madoz de la siguiente manera:

CUBILLO DEL CESAR: l. con ayunt. en la prov., part. jud., dióc., aud. terr. y c. g. de Burgos (4 leg.): sit. entre dos colinas que le dominan la una por el N. y la otra por el S.; está combatido por los vientos del E. y O., y goza de clima saludable aunque bastante frio. Tiene 18 casas, la de ayunt., una igl. parr. dedicada á Ntra. Sra. de la Asuncion, una pequeña ermita, y buenas aguas para el surtido del vecindario. Confina N. Revilla del Campo; E. Quintana de Lara; S. Mazariegos, y O. Cuevas de San Clemente. El terreno es de regular calidad, cuyos prod. son trigo, comuña, centeno y yerba: tambien se cria ganado lanar y cabrio. La ind. consiste en la agricultura y en algunos telares de lienzos caseros. pobl.: 13 vec., 52 alm. cap. prod.: 209,220 rs. imp.: 19,803. contr.: 1,752 rs. 32 mrs.
(Madoz, 1847, p. 198)

Posteriormente el municipio se integró en Los Ausines.

## Demografía
Evolución de la población
| Gráfica de evolución demográfica de Cubillo del César entre 2000 y 2017 |
|                                                                         |
| Población de derecho (2000-2017) según el padrón municipal del INE      |

## Economía
Sus principales actividades son la agricultura y la ganadería. Siendo esta última algo más desarrollada con ganado ovino, del que se hace queso de oveja, gracias a que sus tierras tienen una mayor predisposición para pastos que para cultivos.
La agricultura de esta zona tiene baja rentabilidad debido a su marcada parcelación, su accidentado terreno y su clima mediterráneo continentalizado que, debido a su altitud, tiene un periodo invernal más largo.
Predominan los cultivos de secano, en especial el trigo y la cebada seguido, en menor proporción, de avena y otros cultivos con una presencia mínima, suficiente para consumo familiar y animal que no recoge excedentes para comercializar.
También el turismo rural es una actividad económica en auge en esta localidad.

## Paisaje
Se trata de una zona con existencia de fuentes y en la que predominan montes bajos. Está atravesado por el río Carabidas o de las Canteras.
La cobertura vegetal comprende amplias zonas de arbolado y pastizales. Predominan ante todo las encinas pero también pueden encontrarse algunos pinos, robles, enebros y chopos estando estos últimos cerca del río. En cuanto a los matorrales, cabe citar los brezos y las jaras.
Su fauna está constituida por diversas especies tales como los jabalíes, el corzo, la liebre, el conejo, el ciervo, algún eventual lobo, el buitre, la perdiz, el mirlo, el colirrojo tizón y el gorrión.

## Lugares de interés

### Aula etnográfica
Contiene utensilios, herramientas además de otra información sobre los oficios y la labranza de hace cincuenta años.

### Hornera
De más de 200 años de antigüedad, la hornera se trataba de una edificación aislada de uso común del pueblo o de varias familias para autoconsumo.

### Lavadero público
No se sabe con certeza la fecha de construcción del lavadero. Podría ser de cuando se fundó el pueblo, por el siglo X, ya que es muy rústico. Está construido con losas, tanto las inclinadas que se utilizan para lavar la ropa, como las que hay en el fondo para mantener el agua limpia y clara.

### Fuente románica
Mismo tipo de construcción que los romanos. Hecho con piedra de sillería en la parte inferior para aprovechar un manantial que nunca se secaba. En tiempos de crisis de agua acudían la gente y el ganado mientras que en verano se secaba.
Actualmente, necesita cebarse de agua antes para que funcione.
Cerca de ella, se encuentra un sarcófago de la época de la Edad Media que se usa a modo de pilón, además de otro pilón de una sola pieza para uso del ganado bovino.

### Iglesia
La Iglesia de Nuestra Señora de la Asunción es un primitivo edificio de estilo románico tardío de principios del siglo XIII. Se conserva de ese año la cabecera y la nave aunque, esta última, reformada. 
En el exterior, el ábside se halla dividido por dos contrafuertes en tres paños. El paño central es abierto gracias a una ventana, organizada por una aspillera rodeada por un arco apuntado con guardapolvo con puntas de diamante como decoración. El arco reposa sobre un par de columnas con capiteles vegetales. Los canecillos de las vigas se hallan exentos de figuras excepto una, que se halla encima del ábside y es conocido en la zona como diablillo. Asimismo, tiene un pórtico, de construcción posterior a la de la iglesia, con columnas salomónicas de madera. Carece de campanario, por lo que en su lugar se alza una espadaña con un reloj de sol.
En el interior, destaca la planta poligonal de su hemiciclo. En las nervaduras se pueden apreciar pinturas. Algunas de ellas, corresponden a figuras de leviatanes. Los capitales de las columnas tienen hojas, ramas, con clara influencia del cisterciense. También hay diversas ménsulas con figuras de pelícanos, sátiros, ángeles e incluso la de un musulmán. Tiene una pila bautismal troncocónica románica con una copa decorada por zarcillos bajo la cual descansan en pilastras unos pequeños arcos de medio punto.

### Mural de leyenda
Cristino Díez, María José Castaño y Rubén Arroyo han realizado este mural. Corresponde al "Capítulo 8: Mudarra" de la serie de diez murales repartidos por distintas localidades de "Tierra de Lara" y que representan la leyenda de los Siete Infantes de Lara.

## Fiestas
Las fiestas mayores se celebran el 15 de agosto, día de la Asunción de Nuestra Señora, patrona de la localidad. Hay misa, juegos populares y verbena.

## Caminos
Por la localidad pasan el camino del Cid y el camino de San Olav.